# Kai Magnus Sting
Kai Magnus Sting (* 8. Januar 1978 in Duisburg) ist ein deutscher Kabarettist, Schriftsteller, Rundfunkmoderator und Schauspieler.

## Werdegang
Sting traf am 24. Dezember 1992 erstmals auf Hanns Dieter Hüsch, den er im Rahmen einer Hörer führen Interviews-Aktion im Mittagsmagazin des WDR interviewen durfte. Der Kontakt zu Hüsch blieb bestehen und Hüsch schrieb 1998 das Vorwort zu Stings erster CD Alles nette Leute. Im November 1999 nahmen Hüsch und Sting gemeinsam die CD Wat willze machen auf, die 2000 veröffentlicht wird.
Am 24. Dezember 1993 lernte Sting ebenfalls im Rahmen der Interview-Aktion im Mittagsmagazin des WDR Konrad Beikircher kennen. Auch dieser Kontakt blieb bestehen und führte 1998 zu einem gemeinsamen Auftritt bei der Unterhaltung am Wochenende bei WDR 5. 1994 folgte die eigene, monatliche Kabarett-Hörfunksendung …und der Rest ist Schweigen! beim Bürgerfunk des Lokalsenders Radio Duisburg, die 2001 auf seinen Wunsch hin endete. Danach schrieb er wöchentliche Kolumnen für die Westdeutsche Allgemeine Zeitung und war mit der wöchentlichen Kolumne Herr Magnus bei WDR 4 zu hören.
1995 trat Sting mit seinem ersten, ebenfalls …und der Rest ist Schweigen! genannten Solo-Programm in Duisburg auf, es folgten bis heute zahlreiche Bühnenprogramme wie 2006 das Weihnachtsprogramm Unter Weihnachtsmännern, 2012 Ruhrgebietsgeschichten in Hömma, weiß Bescheid oder 2014 Alltagssituationen in Immer ist was, weil sonst wär ja nix. Bei dem Kabarettabend Gegensätze 2013, nahmen Sting und Henning Venske die lustigsten Generationsunterschiede ins Visier und präsentierten diese in humoristischen Dialogen auf Deutschlands Kabarettbühnen. Seit 2012 ist Sting auch in dem Ruhrpott-Boulevard-Stück Pommes von Gerburg Jahnke im Ebertbad Oberhausen zu sehen.
Nach seinem Abitur 1998 am Landfermann-Gymnasium schrieb und koordinierte er von 1999 bis 2001 die satirische Kriminalhörspiel-Reihe Kieselbachs Fälle, die ebenfalls beim Bürgerfunk von Radio Duisburg gesendet wurden. Es folgten diverse andere Aktivitäten, so trat er mehrfach in den TV-Sendungen Mitternachtsspitzen, Night Wash sowie TV total auf. 2001 hatte er eine kleine Rolle im letzten Tatort mit Manfred Krug und Charles Brauer. 2007 trat er unter anderem gemeinsam mit Jochen Malmsheimer und Piet Klocke auf.
Sein Interesse am Kriminalhörspiel blieb bestehen. 2010 erschien Leichenpuzzle, ein Hörspiel, das auf Stings gleichnamigem Buch (Veröffentlichung 2006, stark überarbeitete Ausgabe 2015) basierte und von einer prominenten Sprecherriege eingespielt wurde. Henning Venske, Traugott Buhre, Jochen Busse, Piet Klocke, Jochen Malmsheimer, Susanne Pätzold, Erwin Grosche, Christiane Weber, Peter Nottmeier und Petra Nadolny waren u. a. mit dabei. Auch Live-Auftritte mit der Sprecherbesetzung folgten. Das Hörspiel Die Ausrottung der Nachbarschaft, eine weitere Geschichte um das kriminalistische Alt-Herren Trio, das auf Mörderjagd geht, erschien 2012. Auch hierfür konnte Sting wieder namhafte Sprecher wie Wilfried Schmickler, Gerburg Jahnke, Stephanie Überall, Fritz Eckenga u. v. m. gewinnen und das Stück als Live-Hörspiel auf die Bühne bringen. Das gleichnamige Buch erschien im Juli 2016. In den von SWR2 produzierten Hörspielen Tod unter Gurken (2017), Tod unter Lametta (2018), Tod unter Gurken 2 (2019) und Tod unter Lametta 2 (2019) durfte das Trio ein weiteres Mal auftreten. Hier wirkte wieder Jochen Malmsheimer mit, zudem Bastian Pastewka. Annette Frier war als Gastsprecherin dabei. Mit Bastian Pastewka und Komplizen in Paul Temple und der Fall Gregory, einem Hörspiel nach der Vorlage von Francis Durbridge, ging er 2014 auf Live-Hörspiel-Tournee.
Seit 2015 wird das von Sting geschriebene Theaterstück Butterkuchen – man steckt nicht drin im Theater Freudenhaus in Essen aufgeführt.
Sting ist regelmäßig bei dem jährlich stattfindenden Kabarettabend Kollegen lesen Kollegen des RuhrHOCHdeutsch Festivals in Dortmund zu Gast.

## Werke

### Kabarett
- Alles nette Leute, 1997, Eigenvertrieb – nicht mehr erhältlich
- Wat willze machen – Kai Magnus Sting & Hanns Dieter Hüsch, Roof Music, Bochum 2000, ISBN 3-933686-67-9 (Hörbuch)
- Das Feinste vom Leben, Roof Music, Bochum 2002, ISBN 3-936186-03-0 (Live-CD)
- Weil sie es sind, Roof Music, Bochum 2004, ISBN 3-936186-71-5 (Live-CD)
- Unter Weihnachtsmännern, Roof Music, Bochum 2007, ISBN 3-938781-53-X (Live-CD)
- Unter Weihnachtsmännern, Edel Verlag, Duisburg 2007, ISBN 3-938957-32-8 (Buch)
- Theaterschlachten, Roof Music, Bochum 2009, ISBN 978-3-938781-97-5 (Live-CD)
- Hömma, weiß Bescheid, Roof Music, Bochum 2012, ISBN 978-3-941168-80-0 (Hörbuch)
- Immer ist was, weil sonst wär ja nix, Knaus Verlag, München 2014, ISBN 978-3-8135-0614-3 (Buch)
- Immer ist was, weil sonst wär ja nix, Roof Music, Bochum 2014, ISBN 978-3-86484-107-1 (Live-CD)

### Kriminalgeschichten
- Leichenpuzzle, Edel Verlag, Duisburg 2006, ISBN 978-3-938957-31-8 (Buch)
- Leichenpuzzle, Roof Music, Bochum 2010, ISBN 978-3-941168-55-8 (Kriminalhörspiel mit Henning Venske, Traugott Buhre, Jochen Busse, Piet Klocke, Jochen Malmsheimer und vielen anderen)
- Die Ausrottung der Nachbarschaft, Roof Music, Bochum 2012 (Hörspiel mit Henning Venske, Hans Korte, Jochen Busse, Gerburg Jahnke, Stephanie Überall, Wilfried Schmickler, Fritz Eckenga und vielen anderen)
- Kurmorde, Roof Music, Bochum 2015 (Hörspiel mit Henning Venske, Hans Korte, Jochen Busse, Dieter Hildebrandt, Jürgen Holtz, Konrad Beikircher, Jürgen von der Lippe und vielen anderen)
- Schlachtplatte, Roof Music, Bochum 2015 (Hörspiel mit Henning Venske, Hans Korte, Jochen Busse, Irm Hermann, Anke Engelke, Jochen Malmsheimer und vielen anderen)
- Leichenpuzzle, KBV Verlag, Hillesheim 2015, ISBN 3-95441-238-1 (Buch)
- Die Ausrottung der Nachbarschaft, KBV Verlag, Hillesheim 2016, ISBN 978-3-95441-298-3 (Buch)
- Der Spott des Gemetzels, Roof Music, Bochum 2016, ISBN 978-3-86484-398-3 (Hörspiel mit Anke Engelke, Jochen Malmsheimer, Bastian Pastewka)
- Mord im Wüstenexpress, KBV Verlag, Hillesheim 2025, ISBN 978-3-95441-683-7.

### Hörspiele (Auswahl)
- 2014: Francis Durbridge: Paul Temple und der Fall Gregory (Bill Harcourt/Sir Graham Forbes/Zola/Marcia) – Bearbeitung (gemeinsam mit Bastian Pastewka) und Regie: Leonhard Koppelmann (Original-Hörspiel, Kriminalhörspiel – WDR/SWR, mit Bastian Pastewka, Janina Sachau, Alexis Kara und Inga Busch)
  - Veröffentlichung: CD-Edition: Der Hörverlag, München 2014, ISBN 3-8445-1718-9.

## Programme
- 1995: …und der Rest ist Schweigen!
- 1996: Nichts geht mehr
- 1997: Alles nette Leute
- 2000: Schön Schön
- 2001: Das Feinste vom Leben
- 2004: weil sie es sind
- 2006: Unter Weihnachtsmännern
- 2007: Die hohe Kunst der Weltrettung
- 2008: Theaterschlachten
- 2012: Hömma, weiß Bescheid
- 2013: Gegensätze (mit Henning Venske)
- 2014: Immer ist was, weil sonst wär ja nix

## Auszeichnungen
- 2002: Cup der guten Hoffnung (Jurypreis)
- 2002: Paulaner Solo+ (1. Platz)
- 2002: Heilbronner Lorbeeren (1. Platz sowie Publikumspreis)
- 2002: Melsunger Kabarettpreis (Publikumspreis „Scharfe Barte“)
- 2002: Reinheimer Satirelöwe
- 2002: Obernburger Mühlstein Jurypreis
- 2003: Jugend kulturell Förderpreis Sparte Kabarett (Publikumspreis)
- 2003: NDR Kulturförderpreis 2003
- 2003: Sprungbrett, Kabarett-Förderpreis vom Handelsblatt und dem Düsseldorfer Kom(m)ödchen vergeben
- 2003: Tegtmeiers Erben (Publikumspreis)
- 2014: Tana-Schanzara-Preis
- 2021: Bottroper Frechdax
- 2025: Recklinghäuser Hurz (Heimat Hurz)